# Association Sportive de Cannes Football
La Association Sportive de Cannes Football es un club de fútbol francés de la ciudad de Cannes en el departamento de los Alpes Marítimos. Fue fundado en 1909 y juega en el Championnat National 2 (cuarta división) de la liga francesa de fútbol. 
La última vez que jugó en la Ligue 1 fue la temporada 1997-98 y fue relegado a la Championnat National en 2001. Tras ser relegado administrativamente a las categorías regionales de la conocida como División de Honor de la Liga Mediterránea consiguió el ascenso al quinto nivel de las competiciones franceses, el Championnat de France Amateur 2 en la temporada 2016-2017 quedando encuadrado en el grupo 11 de Provence-Alpes-Côte d'Azur-Corse.
En 1932, AS Cannes gana la Copa de Francia, que es su único título mayor.

## Historia

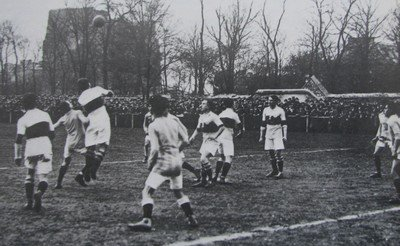
Cannes y Olympique Lillois en la Copa de Francia de 1920.

La Assotiation Sportive de Cannes Football fue fundada en 1902. La sección de fútbol comenzó su andadura en 1909. Comenzó su participación en los campeonatos de fútbol franceses en el año 1920. Es un club que ha sacado muy buenos jugadores de sus inferiores, y en el que se formó y dio sus primeros pasos profesionales Zinedine Zidane. A su vez, también se iniciaron en la institución otros futbolistas como Patrick Vieira, Johan Micoud y Sébastien Frey.
En 2025 consigue llegar a Semifinales de Copa de Francia, siendo posteriormente eliminado por el Stade de Reims.

## Uniforme
- Uniforme titular: Camiseta blanca y roja, pantalón rojo y medias rojas.
- Uniforme alternativo: Camiseta roja, pantalón blanco y medias blancas.

## Estadio

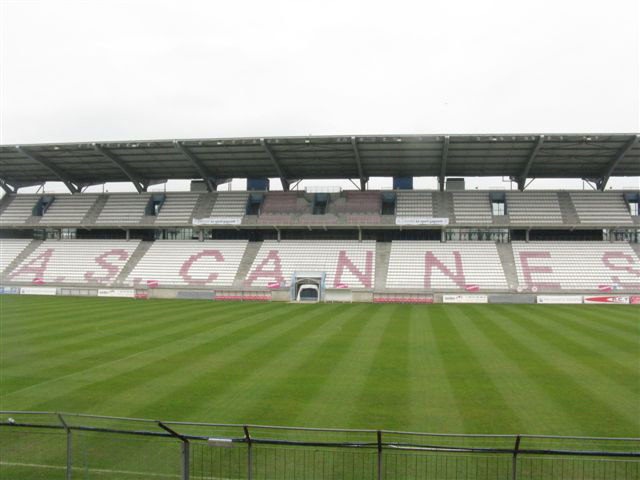
Stade Pierre de Coubertin.

Comenzó a jugar en el estadio Louis Grosso, inaugurado el Día de Navidad de 1920 con un partido contra el RCD Español, al que derrotó por 4-0. En la actualidad su estadio se denomina Stade Pierre de Coubertin.

## Jugadores

### Jugadores destacados
| - Patrick Vieira - William Ayache - Jean Baeza - Bernard Casoni - Sébastien Chabaud - Yvon Douis - Albert Emon - Luis Fernández - Laurent Macquet - Johan Micoud - Jean-Luc Sassus | - Zinedine Zidane - Abdelkader Ferhaoui - Kamel Ghilas - Ibrahim Aoudou - Addick Koot - Ruud Krol - Boro Primorac - Dušan Savić - Jan Koller - Tonnie Cusell - Sébastien Frey - Hervé Renard |

## Palmarés
- Copa de Francia: 1

1932
- Liga USFSA (Provence-Alpes-Côte d'Azur): 1

1910
- Coupe Gambardella: 2

1955, 1995

## Entrenadores
| Periodo   | Nombre            |
| --------- | ----------------- |
| 1932–1934 | Billy Aitken      |
| 1934–1938 | Stan Hillier      |
| 1938–1939 | Maurice Cottenet  |
|           | Cornelli          |
|           | Francis Roux      |
| 1948      | Elek Schwartz     |
| 1948–1949 | Dominique Mori    |
| 1949–1952 | Anton Marek       |
| 1952–1955 | Lucien Troupel    |
|           | Léon Rossi        |
|           | Paul Baron        |
| 1961–1962 | Dante Lerda       |
| 1962–1964 | Alberto Muro      |
| 1964–1966 | Louis Mus         |
| 1966–1968 | Maurice Blondel   |
| 1968–1976 | Dante Lerda       |
| 1976–1981 | Robert Domergue   |
| 1981–1983 | Charly Loubet     |
| 1983–1985 | Jean-Marc Guillou |
| 1985–1990 | Jean Fernandez    |
| 1990–1992 | Boro Primorac     |
| 1992      | Erick Mombaerts   |
| 1992–1994 | Luis Fernández    |
| 1994–1995 | Safet Sušić       |
| 1995      | William Ayache    |

| Periodo   | Nombre             |
| --------- | ------------------ |
| 1995–1997 | Guy Lacombe        |
| 1997–1998 | Adick Koot         |
| 1998      | Guy Calleja        |
| 1998–2001 | Roland Gransard    |
| 2001–2002 | René Marsiglia     |
| 2002      | Bernard Casoni     |
| 2002      | Christian López    |
| 2002–2003 | Robert Buigues     |
| 2003      | Nenad Stojkovic    |
| 2003–2004 | René Marsiglia     |
| 2004–2006 | Gérard Bernardet   |
| 2006–2007 | Michel Dussuyer    |
| 2007      | Patrice Carteron   |
| 2007–2008 | Stéphane Paille    |
| 2008–2009 | Patrice Carteron   |
| 2009–2011 | Albert Emon        |
| 2011      | Victor Zvunka      |
| 2011–2012 | David Guion        |
| 2012      | Jean-Marc Pilorget |
| 2017-     | Michel Pavon       |